# Anaulacomera bidentata
Anaulacomera bidentata är en insektsart som beskrevs av Lucien Chopard 1918. Anaulacomera bidentata ingår i släktet Anaulacomera och familjen vårtbitare. Inga underarter finns listade i Catalogue of Life.